# イエンラップ県
イエンラップ県（イエンラップけん、ベトナム語：Huyện Yên Lập / 縣安立?）は、ベトナム社会主義共和国フート省の県。面積は437.5 km²、人口は82,200人（2017年）である。

## 行政区画
1市鎮22社から構成される。